# Томас де Клер, 1-й барон Томонд
Томас де Клер (англ. Thomas de Clare; ок. 1245/1246 — 29 августа 1287) — 1-й барон Томонд с 1276, 2-й сын Ричарда де Клера, 5-го графа Хартфорда и 6-го графа Глостера, и Мод де Ласи.
Томас был личным другом английского короля Эдуарда I. Большая часть его карьеры связана с Ирландией, где Томас активно участвовал в междоусобицах.

## Биография
Томас родился около 1245/1246 года в замке Тонбридж. Он происходил из знатного рода Клеров и был вторым сыном Ричарда де Клера, 5-го графа Хартфорда и 6-го графа Глостера, и Мод де Ласи.
В 1257/1259 году Томас и его младший брат Бого, с котором они вместе обучались в Оксфорде, получили подарки от короля Генриха III.
Томас был близким другом и советником принца Эдуарда, сына и наследника Генриха III. Во время второй баронской войны после того, как принц Эдуард попал в плен к Симону де Монфору в битве при Льюисе, он находился заключении в Херефорде, в это время с ним находился и Томас. Позже вместе с принцем Томас принимал участие в Девятом крестовом походе в 1271—1272 году.
В 1272 году умер король Генрих III, после чего Эдуард был провозглашён королём Англии под именем Эдуард I. По возвращении из крестового похода Томас занимал много разных постов, в том числе он был констеблем Колчестерского замка (1266 год) и констеблем Лондонского Сити (1273 год).
Дальнейшая карьера Томаса была связана с Ирландией. Король назначил его командующим английской армии в Манстере, а также создал для него баронии Инчиквин и Йол.
К 1275 году Томас женился на Джулиане Фицджеральд, дочери Мориса Фицджеральда, 3-го барона Оффали, одного из ирландских магнатов. А 26 января 1276 король создал для Томаса титул барона Томонда (в Коннахте).
В том же самом 1276 году Томас вместе с юстициарием Ирландии Джеффри де Женевилем командовал английской армией, которая воевала против ирландских кланов графства Уиклоу. К ним присоединились и отряды из Коннахта, которыми командовал тесть Томаса, Морис Фицджеральд. Столкновение с ирландцами произошло в Гленмалуре и закончилось поражением англичан, которые понесли серьёзные потери.
В дальнейшем Томас оказался втянут в гражданскую войну в королевстве Томонд, в котором боролись за власть разные ветви рода Уа Бриан. Бриан Руад Уа Бриан, свергнутый своим внучатым племянником Тойрделбахом Мак Таидгом Уа Бриан, обратился в 1276 году к Томасу с просьбой помочь вернуть ему трон, взамен он пообещал позволить колонизировать владения между Атсоллусом в Куине и Лимериком. Первоначально успех был на стороне Томаса и Бриана, им удалось вернуть Клонроад, захваченный Тойрделбахом, который бежал в Голуэй. Однако в 1277 году он вернулся, заручившись поддержкой своего родственника Уильяма де Бурга и кланов Мак Намара и Уа Ди, разбив Томаса и Бриана. Бриан бежал в замок Бунратти, но Томас обвинил своего бывшего союзника в измене и повесил его.
Гражданская война в Томонде между Уа Брианами продолжалась несколько лет. Томас примирился с Доннчадхом, сыном Бриана, поддерживая его против Тойрделбаха. В 1280 году Томас постарался примирить враждующих, предложив им разделить Томонд: Доннчадх должен был получить Западный Томонд, а Тойрделбах — Восточный. Однако Тойрделбах отказался делить королевство, и война возобновилась. В 1284 году Доннчадх был утоплен во время встречи на острове Макграт на Фергусе, в результате чего Тойрделбах оказался единственным правителем королевства. Томасу ничего не оставалось, как примириться с Тойрделбахом, взамен он арендовал часть владений Бунратти.
В 1280 году Томас начал строить замок в Куине, однако он был разрушен в 1285 году Мак Намарасами. Также он перестроил замок Бунратти, заменив деревянное строение на каменное.
Томас умер в 1287 году, ему наследовал малолетний сын Гилберт.

## Семья

### Брак и дети
Жена: ранее февраля 1275 Джулиана Фицджеральд (около 1263 — 24 сентября 1300), дочь Мориса Фицджеральда, 3-го барона Оффали, и Мод де Прендергаст. Дети:
- Мод де Клер  (около 1276—1326/1327); 1-й муж: Роберт де Клиффорд (1 апреля 1274 — 24 июня 1314), лорд Уэстморленд с 1291, 6-й барон де Клиффорд по праву держания с 1282, 1-й барон де Клиффорд (по призывной грамоте) с 1299; 2-й муж: сэр Роберт Уэллс, 2-й барон Уэллс (умер в 1325)
- Гилберт де Клер (3 февраля 1281 — 1308), 2-й барон Томонд с 1300
- Ричард де Клер (после 1281 — 7 июня 1318), 3-й барон Томонд с 1308, 1-й барон Клер с 1309
- Маргарет де Клер (около 1 апреля 1287 — 22 октября 1333/3 января 1334); 1-й муж: с 1289 Гилберт де Умфравиль (умер до 23 мая 1303); 2-й муж: ранее 30 июня 1308 Бартоломью де Бэдлсмир (около 1275 — 14 апреля 1322), 1-й барон Бэдлсмир с 1309

После смерти мужа Юлиана вышла замуж за Николаса Авенеля (умер до 11 декабря 1291/16 февраля 1292), а после его смерти — за Адама де Кретинжа.